# Traumsammler
Traumsammler (Originaltitel And the Mountains Echoed) ist der dritte Roman von Khaled Hosseini. Er ist 2013 erschienen und wurde von Henning Ahrens aus dem Amerikanischen ins Deutsche übersetzt.
Wie bereits in den beiden vorigen Romanen Drachenläufer und Tausend strahlende Sonnen stammen die Hauptakteure aus Afghanistan. Die Erzählung spielt vor dem Hintergrund der afghanischen Geschichte. Die Geschwister Pari und Abdullah werden im frühen Kindesalter voneinander getrennt und wachsen in unterschiedlichen Umgebungen in verschiedenen Teilen der Welt auf. Die komplexe Handlung mit zahlreichen Nebenfiguren umfasst mehr als 60 Jahre.

## Ausgaben
- Hosseini, Khaled: Traumsammler. S. Fischer, Frankfurt am Main 2013, ISBN 978-3-10-032910-3. (3 Wochen lang im Jahr 2013 auf dem Platz 1 der Spiegel-Bestsellerliste)